# Institut national de la poste et des technologies de l'information et de la communication

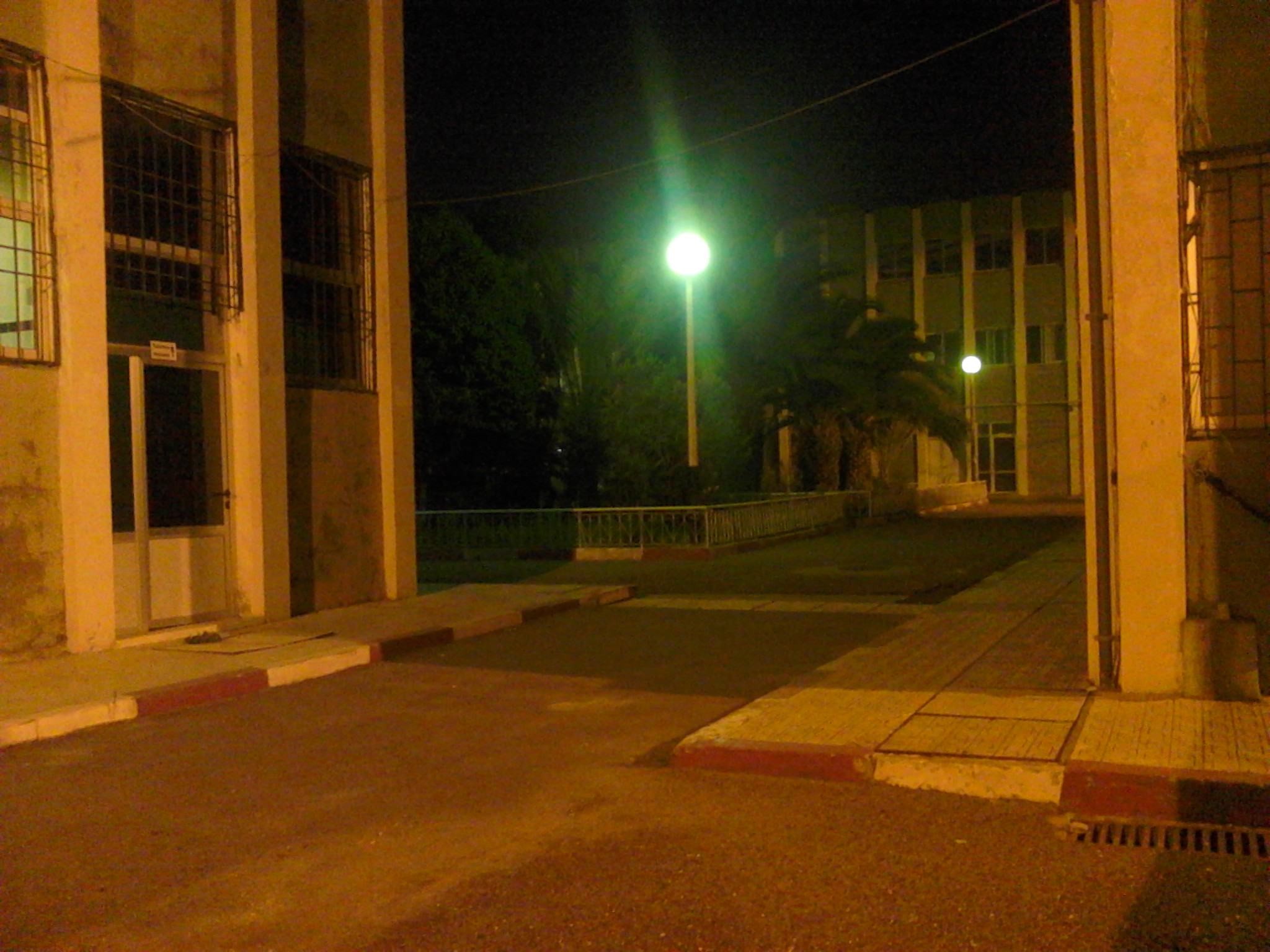
INPTIC (Nuit)

L'Institut national de la poste et des technologies de l'information et de la communication (acronyme: INPTIC) ou (ar) المعهد الوطني للبريد وتكنولوجيات الإعلام والاتصال est une institution universitaire algérienne qui propose des formations dans les spécialités de l'ingénierie des télécommunications, les réseaux informatiques, technologies de l'information et le management. Elle propose également des formations parallèles aux certificats de Cisco et Oracle et le passeport de compétences informatique européen. L'Institut est situé dans la ville nommée Les Eucalyptus, à l'est d'Alger. Elle dépend du ministère des Postes et des technologies de l'information et de la communication sur le plan administratif et du ministère de l'Enseignement supérieur et de la pédagogie de la recherche scientifique. L'Institut est membre de l'Agence universitaire de la Francophonie.

## Les formations
l’INPTIC propose des formations universitaires de haut niveau, professionnalisantes et diplômantes réunissant une double compétence technologique et interactions entre réseaux, services et applications. À travers des licences professionnelles (BAC+3) type :
- Télécommunications et Réseaux Informatiques (TRI),
- Services et Réseaux de Communication (SRC).

Et des Mastères Spécialisés (MS) ou Post Graduation spécialisée (PGS) type:
- Management des TIC (Bac+5)
- Sécurité des systèmes et des réseaux (Bac+5)